# Adrián Butzke
Adrián Butzke Benavides (Monachil, 30 marzo 1999) è un calciatore spagnolo, attaccante del Vitória Guimarães.

## Carriera
Nato a Monachil da padre tedesco e madre spagnola, muove i primi passi nella squadra di calcio della sua città, l'Atlético Monachil, per poi approdare nelle giovanili del Granada nel 2009. Nel 2018 viene inserito nella rosa dell'Huétor Vega, società satellite del Granada militante in Tercera División. Viene anche aggregato alla rosa della seconda squadra, partecipante al campionato di Segunda División B. Nel 2020 viene girato in prestito all'Haro Deportivo, sempre in terza divisione. Rientrato dal prestito, il 30 novembre 2021 debutta in prima squadra, nell'incontro vinto in trasferta per 0-7 contro il Laguna de Tenerife, nella Coppa del Re, dove realizza anche una tripletta. Il 19 dicembre successivo, invece, esordisce in campionato, giocando l'incontro della Liga vinto in casa per 4-1 contro il Maiorca, subentrando al minuto '94 a Jorge Molina. A causa del poco spazio in rosa, nel gennaio 2022 viene ceduto in prestito ai portoghesi del Paços Ferreira fino al termine della stagione.

## Statistiche

### Presenze e reti nei club
Statistiche aggiornate al 16 luglio 2022.
| Stagione        | Squadra            | Campionato      | Campionato | Campionato | Coppe nazionali | Coppe nazionali | Coppe nazionali | Coppe continentali | Coppe continentali | Coppe continentali | Altre coppe | Altre coppe | Altre coppe | Totale | Totale |
| Stagione        | Squadra            | Comp            | Pres       | Reti       | Comp            | Pres            | Reti            | Comp               | Pres               | Reti               | Comp        | Pres        | Reti        | Pres   | Reti   |
| --------------- | ------------------ | --------------- | ---------- | ---------- | --------------- | --------------- | --------------- | ------------------ | ------------------ | ------------------ | ----------- | ----------- | ----------- | ------ | ------ |
| 2018-2019       | Huétor Vega        | TD              | 32         | 9          |                 | -               | -               |                    | -                  | -                  |             | -           | -           | 32     | 9      |
| 2018-2019       | Recreativo Granada | SDB             | 3          | 0          |                 | -               | -               |                    | -                  | -                  |             | -           | -           | 3      | 0      |
| 2019-2020       | Recreativo Granada | SDB             | 11         | 1          |                 | -               | -               |                    | -                  | -                  |             | -           | -           | 11     | 1      |
| 2020-2021       | Haro Deportivo     | SDB             | 21         | 2          | CR              | 1               | 0               |                    | -                  | -                  |             | -           | -           | 22     | 2      |
| 2021-gen. 2022  | Recreativo Granada | SDR             | 14         | 4          |                 | -               | -               |                    | -                  | -                  |             | -           | -           | 14     | 4      |
| 2021-gen. 2022  | Granada            | PD              | 1          | 0          | CR              | 2               | 3               |                    | -                  | -                  |             | -           | -           | 3      | 3      |
| gen.-giu. 2022  | Paços Ferreira     | PL              | 13         | 2          | CP+CdL          | -               | -               |                    | -                  | -                  |             | -           | -           | 13     | 2      |
| Totale carriera | Totale carriera    | Totale carriera | 95         | 18         |                 | 3               | 3               |                    | -                  | -                  |             | -           | -           | 98     | 21     |